# Wyżyna Miechowska
Wyżyna Miechowska (342.22) – mezoregion fizycznogeograficzny w południowej Polsce, w województwach małopolskim i świętokrzyskim, będący najwyżej wzniesioną (Biała Góra – 416 m n.p.m.) częścią Niecki Nidziańskiej.
Jest to obszar typowo rolniczy z niewielkimi płatami lasów, o powierzchni 963 km². Ma bardzo urozmaiconą rzeźbę, występują na niej rozległe wzniesienia zbudowane z płasko zalegających margli kredowych pokrytych utworami lessowymi (szczególnie sprzyjającymi uprawom) oraz charakterystyczne obniżenia, zwane padołami. Padoły mają długość 2–8 km, szerokość 1–2 km i głębokość 30–50 metrów, wypełnione są iłami mioceńskimi.
Znajduje się tu kilka niewielkich jaskiń, z których największa jest Jaskinia w Antolce.
Główne doliny Wyżyny Miechowskiej to dolina Dłubni, Szreniawy i Nidzicy, a miejscowości to Miechów, Słomniki, Miechów-Charsznica i leżąca na wschodzie historyczna wieś Racławice.
Góry i wzgórza:
- Góra Borkowa
- Biała Góra